# Gli spari sopra tour
Gli spari sopra tour è un video di Vasco Rossi uscito nel 1994 in VHS e ristampato nel 2006 in DVD. Contiene registrazioni live tratte dal tour omonimo del 1993. Il video, della durata di circa un'ora e mezzo, è stato diretto da Stefano Salvati.
La tracklist contiene alcuni pezzi tratti dall'album che dà il titolo al tour, Gli spari sopra, con l'aggiunta di alcuni brani precedenti. La novità sono le due versioni acustiche di Brava Giulia e Canzone (quest'ultima non cantata da Rossi).

## Formazione
- Vasco Rossi - voce
- Maurizio Solieri - chitarra
- Andrea Braido - chitarra
- Daniele Tedeschi - batteria
- Alberto Rocchetti - tastiera
- Claudio Golinelli - basso
- Andrea Innesto - sax
- Nando Bonini - chitarra

## Tracce
1. Lo show
2. Delusa
3. L'uomo che hai di fronte
4. Colpa d'Alfredo
5. Medley (Credi davvero, Dimentichiamoci questa città, Ieri ho sgozzato mio figlio, Sono ancora in coma, Asilo Republic)
6. Alibi
7. Gli spari sopra (celebrate)
8. Gabri
9. Brava Giulia'
10. Canzone
11. Domani sì, adesso no
12. Bollicine
13. Vivere
14. Non appari mai
15. Stupendo
16. Dillo alla luna